# Дијапазон — Мирослав Радојчић
„Дијапазон — Мирослав Радојчић” је документарни филм из 1968. године који је режирала Мирјана Самарџић.

## Улоге
| Глумац            | Улога |
| ----------------- | ----- |
| Мирослав Радојчић | Лично |
| Бранко Цвејић     | Лично |